# Gabre
Gabre település Franciaországban, Ariège megyében. Lakosainak száma 124 fő (2022. január 1.). Gabre Aigues-Juntes, La Bastide-de-Sérou, Le Mas-d’Azil, Montégut-Plantaurel, Pailhès és Sabarat községekkel határos.

## Népesség
A település népessége az elmúlt években az alábbi módon változott:
| Lakosok száma | 106  | 99   | 95   | 92   | 104  | 112  | 123  | 125  | 125  | 124  |
|               | 1968 | 1982 | 1990 | 2006 | 2013 | 2015 | 2017 | 2019 | 2020 | 2022 |